# Siergiej Niepobiedimy
Siergiej Pawłowicz Niepobiedimy, ros. Сергей Павлович Непобедимый (ur. 13 września 1921 w Riazaniu, zm. 11 kwietnia 2014 w Moskwie) – radziecki i rosyjski inżynier, konstruktor rakiet stosowanych w armiach państw Układu Warszawskiego.

## Życiorys
Siergiej Niepobiedimy urodził się 13 września 1921 roku w Riazaniu w rodzinie robotniczej, która już w 1922 roku przeniosła się do wsi Nikolskoje w guberni kurskiej, gdzie Niepobiedimy się uczył. Kilka lat później rodzina osiedliła się w mieście Szczygry. Od dzieciństwa był zainteresowany techniką. Już w wieku 14 lat zbudował maszynę napędzaną turbiną parową, która wystawiona została na wystawie w Moskwie. Naukę ukończył w 1938 roku, zdając egzaminy maturalne, po czym podjął studia w Wyższej Szkole Technicznej imienia Baumana, którą ukończył w 1948 roku. W chwili ataku Niemiec na ZSRR pracował jako tokarz. Nie otrzymał pozwolenia na ochotnicze wstąpienie do armii z powodu zakazu powoływania do wojska studentów trzeciego, czwartego i piątego roku, co miało chronić kadrę intelektualną państwa. W latach 1941−1943 przebywał w Iżewsku, dokąd ewakuowano jego uczelnię. Ostatecznie jego udział w wojnie ograniczył się do kopania okopów w ramach oddziału studenckiego, ale kontakt z nowoczesnymi rodzajami broni nakierował go na kształcenie się jako konstruktor broni.
Przez całą karierę był związany z biurem konstrukcyjnym w Kołomnej, pracował w nim na stanowiskach konstruktora, pierwszego zastępcy głównego konstruktora, naczelnika, głównego konstruktora oraz od 1965 do 1989 roku generalnego konstruktora. Za jego czasów skonstruowano tam kierowane rakiety przeciwpancerne Szmiel, Malutka, Szturm, Ataka i Chrizantiema, kierowane rakiety przeciwlotnicze Strieła-2, Strieła-2M, Strieła-3 i Igła oraz taktyczne pociski rakietowe Toczka i Toczka-u, pociski balistyczne Oka i Iskander.
Jako osoba strategicznie ważna był w czasach ZSRR jednym z najpilniej chronionych specjalistów. Ponieważ nie publikowano nigdzie jego zdjęć i usuwano go z fotografii grupowych, usiłująca rozpracować go CIA przez wiele lat nie była w stanie ustalić jego rysopisu.
W 1989 roku rozpoczęto realizację układu START o redukcji broni strategicznej i w ramach niego zniszczono wszystkie wyrzutnie Oka, chociaż ten traktat ich nie dotyczył. Wówczas Niepobiedimy odszedł w geście protestu ze stanowiska generalnego konstruktora biura w Kołomnie, pozostawiwszy ukończony projekt wyrzutni rakietowej będącej następcą Oki – Iskander-M. Od 1990 roku pracował w Centralnym Instytucie Badań Automatyki i Hydrauliki w Moskwie. Od 2005 był doradcą generalnego konstruktora zakładu.
Autor ponad 250 prac naukowych oraz wynalazków, od 1977 roku profesor. Członek Rosyjskiej Akademii Nauk Rakietowych i Artyleryjskich (1994), Rosyjskiej Akademii Kosmonautyki (1998).
W latach 1946−1950 był sekretarzem organizacji komsmoloskiej w zakładzie pracy i członkiem komitetu miejskiego organizacji komsomloskiej miasta Kołomna. Później był wielokrotnie wybierany członkiem kołomneńskiego sowietu miejskiego i moskiewskiego sowietu obwodowego. Członek Rady Najwyższej RFSRR (1985), delegat na ХХV, ХХVI i ХХVII zjazd KPZR.
Odznaczony został m.in. tytułem Bohatera Pracy Socjalistycznej (26 kwietnia 1971), Nagrodą Leninowską (1964), Nagrodą Państwową ZSRR (1969, 1976, 1981), Orderem Lenina (trzykrotnie), Orderem Rewolucji Październikowej, Nagrodą Rady Ministrów ZSRR (1978).
Zmarł 11 kwietnia 2014 roku w Moskwie i został pochowany na Federalnym Cmentarzu Wojskowym jako trzecia z kolei osoba.